# Poklatki
Poklatki (prononciation : [pɔˈklatki], en allemand : Bienau) est un village polonais de la gmina de Kleszczewo dans le powiat de Poznań de la voïvodie de Grande-Pologne dans le centre-ouest de la Pologne.
Il se situe à environ 2 kilomètres à l'est de Kleszczewo (siège de la gmina) et à 21 kilomètres à l'est de Poznań (siège du powiat et capitale régionale).

## Histoire
De 1975 à 1998, le village faisait partie du territoire de la voïvodie de Poznań.

Depuis 1999, Poklatki est situé dans la voïvodie de Grande-Pologne.
Le village possède une population de 178 habitants en 2014.